# Llista de llibres impresos en català d'autors balears fins al segle XVII
Llista de llibres en català d'autors de les Balears fins al segle xvii, ordenats cronològicament. També hi consten els llibres d'autors mallorquins editats fora de Mallorca.

## Segle XV
- 1487 - Contemplació dels Misteris de la Passió de Jesucrist. Francesc Prats, Miramar (Valldemossa).
- 1498 - Llibre de bons amonestaments; Anselm Turmeda, (no conservat). Reeditat el 1524 (no conservat); 1527, Barcelona, Impr. Duran Salvanyach; 1557; 1575, Barcelona; 1584, Barcelona, Impr. Pedro Malo; 1634, Girona, impr. Gaspar Garrich; 1635, Barcelona, Impr. Sebastià i Jaume Matevat; 1673, Barcelona, Impr. Iacinto Andreu; s/d Girona impr. Agustí Figaró; Girona, Impr. Fermí Nicolau; Girona Impr. J. Grases (relació incompleta).

## Segle XVI
- 1509 - Disputa de l'ase contra frare Encelm Turmeda sobre la natura e noblesa dels animals. Barcelona (no conservat).
- 1515 - Spill de be viure é de be confesar ordenat per Jaume d'Oleza ciutadá de Mallorca. Estampat per Joan Joffre, València.
- 1516 - Ordinarium de administratione sacramentorum cum pluribus additionibus adeo necessariis sed secundum ritum almae sedis Maioricensis. Joan Font i Roig; Oficina de Joannis Joffre, València. Parcialment en català.
- 1521: 
  - Blanquerna. Ramon Llull; Impr. Joan Bonllaví. València.
  - Pratica mercantivol, composta e ordenada per en Joan Ventallol de la Ciutat de Mallorques. Lió.
- 1540 - Obra del menyspreu del món en cobles. Feta per lo magnifich Mossen Francesch d'Oleza Cavaller. Estant aquell molt trist per la mort de la virtuisissima muller sua. Novament estampada. Impr. Fernando de Cansoles, Mallorca.
- 1541 - Devota contemplació ordenada per lo reverend mestre Benet Hispano, mestre en arts y doctor en Theologia; contemplant lo Cors Sagrat Jesu-Christ en l'arbre de la vera creu. Dirigida a la molt noble y virtuosíssima Senyora la Senyora dona Johana de Herrill Burguessa, per la mort del molt noble y més virtuosíssim Senyor lo Senyor Don Pedro, Baró d'Herrill, pare seu. Estamperia Fernando de Cansoles, Ciutat de Mallorca.
- 1542 - Libre de la benaventurada vinguda del Emperador y Rey J. Carlos en la sua Ciutad de Mallorques y del recibiment que li fonch fet, juntament ab lo que mes succehí fins al dia que partí de aquella per la conquista de Alger. Joan Odon Gomis Estamperia de Ferrando de Consoles, Ciutat de Mallorques.
- 1570 Ca. Libell para les laors del glorios Sant Josepp spos de la Mare de Deu. Impr. Fernando de Cansoles, Mallorca.
- 1571 - Vertadera relació del combat naval dels cristians tengut en lo golf de Lepanto cuantre els infaels. Dionís Pont; Barcelona.
- 1576 - Pragmatica de la Real de la Real Audiencia o Rota, formada y eregida per sa Magestat en lo present regne de Mallorca. Juntament ab les noves ordinacions, stils y practica, ab les quals se ha de precehir y practicar en dita Real Audiencia. Impr. Fernando de Cansoles, Mallorca. El peu d'impremta indica 1566, però el corolari diu 1576, que coincideix amb la instauració de la Reial Audiència de Mallorca. Reeditat el 1616 per la Impremta Rodrigues i Pizà, Mallorca amb el títol Noves ordinacions, stils y práctica, axí en las causas que poden evocarse á la Real Audiencia, per sa Magestad instituïda y eregida, altrament nomenada Rota, en la ciutat y Regne de Mallorca, ab sa Real Pragmatica dada en Aranjuez a XI de maig MDLXXI com de la manera del procehir, y processar en aquella. Ab les de les supplicacions, scriptures, y cedules, decretacions y provisions conferents á la bona y breu administració y expedició de la justicia. Ordenades per lo molt magnifich micer Bernat Joan Pol Regent de la cancilleria, ab la forma en la precedent crida contenguda, per observança de dites ordinacions y stils, publicada á VI del mes de Octubre de MDLXXVI de manament del molt illustre Senyor Don Michel de Moncada, Conseller, Lloctinent y Capità General de sa Magestad en lo dit Regne de Mallorca.
- 1579 - Real Edicto y Crida sobre encarragaments de censals de diners fortments y olis, fets y fahedors en lo present Regne de Mallorca y de la reducció de aquels a degut for. Impr. Fernando de Cansoles, Mallorca.
- 1588 - Instrucció y doctrina que ensenye lo que deu considerar y contemplar lo Christiá y servent del Senyor quant ou la Sancta Missa: va juntament en la fi un compendi y recollectió de tot lo que està en la obra pera que millor se retinga en la memòria tot lo que llarga i diffusament està contingut en aquella. Compost per F. D. P. Caldés, prior del monestir de Jesús de Nazareth de Mallorca, del Orde de Cartoxa. Estampat per Jaume Cendrat, Barcelona.
- 1590 - Compendi de la peste, y de la precaució, y curació de aquella. Compost per lo molt R. Señor Francesch Terrades prevere, natural de la insigne ciutad de Mallorca, Doctor en Medicina, y rector de la Parrochia de Puigpuñent. Impr. Guasp, Mallorca.
- ? - Cronica de la fundació y actual estat del Convent de N.G.P. Sanct Agustí de la Ciutat de Mallorca. Tomàs Salvà. Sense peu d'impremta.

## Seglexvii
- 1601 - Manuale sacramentorum, iussu illustrissimi domini Joanis Vich & Manrique episcopi majoricensis, annuente synodali conventu. Per Raphaellem Albertinum canonicum & Petrum Onofrium Oliverium rectorem in sacra thologia magistros, correctum & expolitum. Impr. Gabriel Guasp, parcialment en català.
- 1617-1642: Discurs astronomich de les qualitats, causes, duració y effectes del senyal á manera de palma que ha aparegut en lo cel, que per son nom se anomena Phenón. Per el Dr. Villaragut matematich. Impr. Manuel Rodríguez y Juan Piza, Mallorca (sense data).
- 1618 - Discurs natural sobre los cometas que se han vist en lo present més de novembre de lo any 1618 de Felip Mut.
- 1623 - Vigilant despertador; Miquel Ferrando de la Càrcel
- 1625:
  - Tractat dels vicis i mals costums de la present temporada compost per Miquel Ferrando de Càrcel natural de Mallorca. Impr. Melchor Guasp, Palma.
  - Manual dels fruyts espirituals del Via-Crucis. Compost per lo R.P. Fr. Joan Vicens Predicador y primer Diffinidor desta Sancta Provincia de mallorca, de la regular observancia de nostre Seraphich Pare Sant Francesch. Dedicat á maria Sacratíssima concebuda sens macula de pecat original. Impr. de Manuel Rodríguez y Juan pizá, Mallorca.
- 1635 - Interrogatori de tots los pecats, per a fer confessions llargues y generals, ab molta facilitat y breu espay de temps. Gabriel Casas; Impr. Los Herederos de Gabriel Guasp, Palma.
- 1636 - Certamen poético en honor de la venerable madre sor Catharina Thomasa mallorquina, Monja Canóniga Reglar de san Agustín. Mantenido en la Isla, y Ciudad de Mallorca, en la Sala de la Congregación de los Cavalleros, en el Colegio de Monte Sión de la Compañia de Jesús. Sacado a luz por su sobrino el Doctor Miguel Thomas. Gabriel Nogués, Barcelona (obres en català, castellà i llatí).
- 1639 - Devocions molt profitoses del examen de conciencia, acte de contrició y meditació de la eternidad que predicà lo Pare Joan Baptista Escardó, religiós de la compañia de JESUS, en la isglésia cathedral de Mallorca, y en la parrochial de Sancta Eulàlia. Quaresma any 1638. Y ara novament ab altres oracions devotíssimes ha fet estampar el licenciado Juan Vanrell, rector de la vila de Espol·les. Casa Rodríguez y Pizà; Mallorca.
- 1640 - Tractat del salitre. Modo de fer-lo y refinar-lo tret axí de la pràctica que aportan diferents autors com del ús que·s referex de diverses províncies. De orde del Il·lustríssim señor don Alonso de cardona y Borja del hàbit de Calatrava, señor de la vila y baronia de castellnou, gentil home de la boca de sa magestad, virrey y capità general del regne de Mallorca, per a instruir als officials qui se han de ocupar de fer-lo.. Anònim atribuït a Vicenç Mut. Casa de Rodríguez y Pizà, Mallorca.
- 1642 - Pronostich general del añy del senyor 1642 de lo que aseñala el sol y la lluna y los dames planetes ab los girans. Joan Quetgles Impr. de Rodriguez i Piza, Mallorca.
- 1652 - Rosari de M.ª Santissima, dividit en tres parts, de goig, dolor y gloria. Ara novament dispost en llengua mallorquina per Joan Seguí sacerdot, Beneficiat en la Santa iglesia de mahó y rector de la Cofradia del Roser. Impr. de la Vda. Pizà. Mallorca.
- 1655 - Mirall y exemplar de los estudians ab algunas additions. Compost pel Dr. Joan Jaume Vives matematich Mallorquí estudiant en sagrada Theologia el ultim añy. Virgini inmaculatos D.C.S. Impr. de los Hereus de gabriel Guasp, Mallorca.
- 1656 ca. - Privilegis i capitols concedits per los Serenissims Reys en favor del Col·legi de la Mercaderia; are novament imprimits per determinacio del Concell de dit Collegi; Cellebrat als 2 del mes de Setembre de 1656. (sense peu d'impremta).
- 1662 - Regla tercera de los mínims de nostre glorios Pare y Patriarca Sant Francisco de Paula que deuen guardar los germans y germanes tercés de la matexa orde ab las indulgencias que per serlo guañan, ab algunes indulgencias y discursos per la sua mayor inteligencia. Joan Mieras; Impr. De los Herederos de Juan Pizá, Mallorca.
- 1663:
  - En nom de Jesús Crucificat comense el tractat de la Sta. Creu, compost per un frare menor de la observància de Sant Francesch en el Puig de Randa, y acabat a 20 d'Agost, die de S. Bernat any 1446. Are traduit en llengua vulgar corrent per F. Francesc Marçal. Nicolau Caldes; Impr. Fco. Oliver, Mallorca
  - Ordinacions y sumari dels privilegis, consuetuts e bons usos del Regne de Mallorca. Antoni Moll. Impremta Pere Guasp. Mallorca
- 1670:
  - Comedia de la general conquista de Mallorca, composta per Pere Antoni Bernat; Imp. Raphel Moya y Thomas, Mallorca, Any MDCLXX.
  - Casos raros de la confessió. Part primera. Per el P. Christòfol de Vega de la Compañia de Iesús. Traduíts de castellà en nostre vulgar mallorquí, pel Pare Ignaci Fiol de la matexa compañia. Afgense a la fi les interrogacions més importants de la doctrina christiana per modo de diàlogo. Raphel Moyà y Thomàs, impresor.
- 1677:
  - Rosari de Maria Santíssima dividit en tres parts. Per el P. F. Rafel Albertí; Imp. Raphel Moya y Thomas, Mallorca.
  - Summa de temps, y altres principis de Gramàtica, com se enseña en les escoles de la compañia de Jesús. Ab un abecedari de verbs y noms, novament aumentat y reglas de ortografia. Recopilat y dispost per lo llicenciat Ignaci Valls. Impr. de la Viuda de Guasp, Mallorca.
- 1680 - Exercici per los devots de M.ª Santíssima. Compost per lo P. F. Raphel Andreu, presentat, y predicador general del Orde de Predicadors, fill del Real Convent de S. Domingo de Mallorca; Pere Frau Imp., Maioricarum.
- 1684:
  - Llibre de la invenció y miracles de la prodigiosa figura de Ntra. Sra. De Lluch. Compost pel Dr. Raphel Busquets Pre. Beneficiat en la santa Iglésia cathredal de Mallorca. Dedica’l a la soberana magestat de la gloriosa reyna dels àngels Maria sacratíssima de Lluch.; Impr. Pera Frau, Ciutat de Mallorca.
  - Ceremonies que deu observar el sacerdot en la celebració de la missa rezada conforme las rubricas del missal romá y explicació de graves autors. Cristofol Fiol Impr. De Francisco Olivar, Palma. Reeditat el 1697.
- 1691:
  - Breu pero vertadera esplicació de una questió necesaria para quietud de las consciencias de los habitadors de esta isla y Regne de Mallorca, y es si los drets, vectigals, y sisas de est regne són justos y es deuen pagar y obligan en el for de la consciencia. Donad a la estampa el Dr. Cristofol Fiol. Impr. Miquel Capó, Palma.
  - Rituale Maioricense iuxta Rituale Romanum de Pere d'Alagon, parcialment en català.
- 1695 - Meditacions del Via Crucis y corona dels set goigs de M.ª Santissima en gracia concebuda: Excelencies del Tercer Orde de Penitencia, ab los espirituals exercicis que practican en lo convent de Sant Francesch de la Ciutat de Mallorca los germans qui professan ser fills del dit orde: Que a deuoció de los mateixos ha compost y ordenat lo R.P. Fr. Pere Antoni Frontera de la Regular Observància del Serafich P. S. Francesch de la Provincia de Mallorca, Ministre y Visitador de dit Tercer Orde. Michel Capó Imp., Mallorca.
- ? - Reducció dels credits dels hereus de joana pax y Boscá muller que fonch de Bonifaci de Pax doncell, y del reverend Nicolau y catalina de pax germans, conforme les coses judicades, contra Antoni Rosselló y Muntaner notari pretés curados de la heretat de juanot de pax, en la pretesa restitució in integrum te demananda contre los credits ya de molt de temps á dit Pax adjudicats. N. Ramis, (sense peu d'impremta).